# Queens (circonscription provinciale)
Pour les articles homonymes, voir Queens.
Ne doit pas être confondu avec Queen's (circonscription fédérale).
Queens est une des huit circonscriptions électorales provinciales originelles du Nouveau-Brunswick, correspondant au territoire du comté de Kings. La circonscription a été créée en 1785 et abolie en 1973. Comme il s'agissait d'un scrutin plurinominal majoritaire, deux candidats pouvaient être élus à la même élection.